# Iglesia de San Nicolás de Bari (El Almiñé)
La iglesia de San Nicolás de Bari es un edificio en el municipio español de Merindad de Valdivielso, en la provincia de Burgos.

## Descripción
La iglesia de San Nicolás de Bari se ubica en la localidad burgalesa de El Almiñé, perteneciente al municipio de Merindad de Valdivielso, en Castilla y León. Su retablo, renacentista, fue restaurado a caballo entre el siglo XX y el XXI en Burgos.
De estilo románico, fue declarada monumento histórico-artístico de carácter nacional el 16 de marzo de 1983, mediante un real decreto publicado el 27 de mayo de ese mismo año en el Boletín Oficial del Estado con la rúbrica del rey Juan Carlos I y del ministro de Cultura Javier Solana Madariaga.
En la actualidad cuenta con el estatus de Bien de Interés Cultural.